# Битва за Атлантику (1914—1918)
Битва за Атлантику — військова кампанія Першої світової війни, боротьба Великої Британії та її союзників з Німеччиною за комунікації й володарювання в Атлантичному океані та прилеглих до нього морів. Головною метою Німеччини було порушити атлантичні комунікації й встановити морську блокаду Великої Британії. Головною метою Великої Британії було протистояти планам Німеччини, й встановити її морську блокаду.

## Співвідношення сил
У 1914 році військовий флот Великої Британії був найбільшим у світі і володарював у водах, що оточували Британський архіпелаг. Німецький флот активно будувався впродовж останніх 15 років і став другим по силі у світі. Британський флот мав намір здійснити блокаду Німецьких портів, про що було оголошено 20 серпня, а німецькі військові готувались до оборони.

## Початок підводної війни
З самого початку війни ефективно проявили себе підводні човни обох сторін. У обох сторін не було ні заходів для знищення човен, ні тактики по попередженню атак. Перший бойовий похід німецьких субмарин, який почався 6 серпня завершився невдало. В напрямку Оркнейських островів була вислана перша флотилія з метою дальньої розвідки. Похід завершився безрезультатно, але він показав, що підводні човни здатні на далекі переходи, чого раніше ніхто не очікував. Першою жертвою німецьких підводних човнів став крейсер «Патфайндер», який було потоплено 5 вересня човном U–21. 13 вересня британський підводний човен E9 Макса Гортона потопив німецький крейсер «Хела».
22 вересня німецький підводний човен U-9 під керівництвом Отто Веддігена за дві години потопив три британські броненосні крейсери (загинуло 1459 моряків, врятовано — 937). Веддіген повернувся на базу героєм, про його перемогу писали всі газети, доповнюючи статті думкою, що добі надводних кораблів надходить кінець.
У 1914 році бойова діяльність обох сторін була спрямована на знищення бойових човнів один одного. За цей час підводні човни обох сторін потопили 8 крейсерів та один лінкор. 20 жовтня човном U–17 було потоплено торгове судно «Glitra». Пароплав було потоплено поблизу норвезьких берегів. Всього за жовтень — грудень 1914 року було знищено 300 тонн торгового тоннажу.

## 1915 рік
Блокада Великою Британією портів Німеччини призвела до розробки контрзаходів. Для встановлення блокади планувалось залучити підводні човни та допоміжні крейсери — рейдери переобладнані з торгових суден. Лондонська декларація 1909 року, яка регулювала правила морської блокади, була створена для крейсерів, але підводні човни, виринаючи, згідно з декларацією для огляду суден, ставали уразливими для атак.
13 січня 1915 року британське Адміралтейство видало таємне розпорядження, яке дозволяло британським торговим суднам використовувати прапори нейтральних держав. В цей день почалась робота по встановленню на торгових човнах артилерійської зброї.
Результати підводної війни 1915 року
- Потоплено 228 торгових суден Антанти — спільний тоннаж 651.572 тони.
- Потоплено 89 нейтральних суден — спільний тоннаж 120. 254 тони.
- Німецькі втрати складали 19 підводних човнів (33 % персонального складу)

## Вплив підводної війни на політичні обставини
7 травня 1915 року U–20 капітана Вальтера Швігера помилково торпедувала трансатлантичний лайнер «Лузітанія». Корабель затонув всього за 20 хвилин. Загинуло 1198 людей, серед яких 128 громадян США. 15 травня американський уряд надіслав ноту протесту, в якій повідомлялось, що судно було пасажирським, а його потоплення — прояв піратства у відкритому океані, на що німці відповіли, що «Лузітанія» знаходилась у водах, оголошених зоною військових дій і у всіх газетах світу публікувалося попередження про поширення військових дій на ці райони. Через цю подію стосунки між США та Німеччиною сильно погіршилися, йшли постійні обміни нотами щодо виплати родинам потерпілих. Суперечності панували у німецькому штабі — кайзер був проти необмеженої підводної війни, у той час, як грос-адмірал Альфред фон Тірпіц був іншої думки. Деякі джерела вважають, що потоплення «Лузітанії» вирішило участь США у війні.